# Turicato
Turicato è una municipalità dello stato di Michoacán, nel Messico centrale, il cui capoluogo è la località omonima.
La municipalità conta 31.877 abitanti (2010) e ha un'estensione di 1.544,17 km².
Il nome della località deriva da turicata, un parassita del bestiame.